# 巒大鋸灰蝶
巒大鋸灰蝶（学名：Orthomiella rantaizana），又名巒太鋸灰蝶、巒大山小灰蝶、半瑠璃小灰蝶，为灰蝶科鋸灰蝶屬下的一个种。本種之種小名與中文名係指巒大山。極小型蝶類，主要分部於中部1000公尺以下山區，春季出現，喜歡在溪邊潮濕的地面吸食水液。巒大鋸灰蝶展翅20-25mm，翅型扇子狀，前窄後寬，近似三角型，雄蝶翅面黑褐色，後翅近基部具暗紫色金屬光澤。

## 描述
本種為小型灰蝶，具明顯雌雄二型性。雄蝶頭部與軀體背側為黑褐色，複眼具白色輪緣並被毛，額與下唇鬚有毛叢，下唇鬚第三節細小尖銳，混有白色。觸角黑褐色具白環，錘部扁平；口器黑褐色。胸部與腹部為黑褐色，腹面混有白色；足黑褐色，跗節具白帶紋，前足跗節癒合、末端下彎尖銳。
前翅長11-13 mm，呈三角形且外緣略突，後翅近圓形。翅背面底色黑褐色，雄蝶後翅前側具具金屬光澤的紫色斑塊；雌蝶則無。翅腹面為淡黃褐色，前後翅中央與翅基處有鑲白邊的暗色斑列，前翅中央斑列呈弧形，翅基小斑常消失；後翅中央斑列彎曲排列。兩翅中室端各具一條鑲細白邊的暗色短紋，外緣亦可見模糊的暗色紋列。緣毛為褐色間雜白色。
雌蝶整體外型與雄蝶類似，但前足跗節不癒合，且翅背面無紫色斑塊。

## 分布
本種分布於臺灣本島中、低海拔常綠闊葉林地，中國華東、華南與中南半島北部亦有分布。

## 生態習性
本種幼蟲食性尚未明悉，一年一世代，成蟲於春季出現。雄蝶會到濕地吸水，雌蝶多於樹冠層活動。

## 外部連結
- 维基共享资源上的相關多媒體資源：巒大鋸灰蝶
- 維基物種上的相關：巒大鋸灰蝶